# Повстання бузьких козаків (1817)

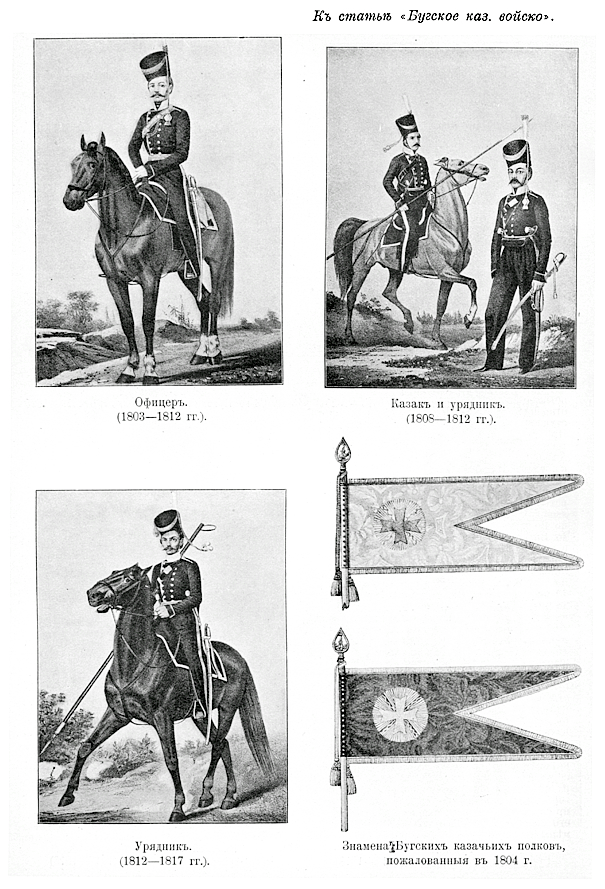
Бузькі козаки

Повстання бузьких козаків (1817) — збройний виступ козаків Бузького козацького війська проти Російської імперії, що відбувся на території Південної України 1817 року.

## Історія
Поштовхом до нього став наказ про скасування Бузького козацького війська і перетворення козаків на військових поселенців.
У липні 1817 року заворушення в бузьких станицях охопило майже все військо. 16 липня п'ятисотенний загін повстанців прибув до міста Вознесенськ, намагаючись захопити козацькі клейноди й звільнити заарештованих напередодні козаків. Повсталі козаки схопили військового отамана М. Кантакузіна і побили його. Проти козаків рушили регулярні війська, які після збройної сутички з повстанцями заарештували їх керівників — П. Бабиченка і Г. Гетьманенка.
Проте повстання продовжувало набирати силу. Козаки відмовлялися коритися наказам старшини і військової адміністрації, чинили опір перепису їх родин, рішуче заявляли, що, поки живі, не полишать своїх козацьких клейнодів. 21 липня генерал-майор І. Вітт констатував, що всі спроби придушити рух бузьких козаків виявилися марними.
Повстання тривало майже три місяці. Царський уряд надіслав для придушення повстання чотири полки, понад 10 тисяч солдатів, які мали на озброєнні гармати. Козаки і навіть жінки та діти чинили рішучий опір регулярним військам. Лише в середині вересня рух було придушено.
Розправа з повсталими козаками була надзвичайно жорстокою, багатьох із них порубали шаблями, потопили в Південному Бузі, засікли батогами. 93 козаків притягнуто до військового суду, 64 після цього страчено.
Ініціаторів повстання П. Бабиченка і Г. Гетьманенка заслано до Сибіру рядовими. В усі красносільські станиці прибули війська і під страхом розстрілу з гармат зібраних у центрі станиць мешканців стали приводити до присяги з переведенням в розряд військових поселенців.
У травні 1818 році знову сталося заворушення козаків, яке також було жорстоко придушене.